# Steffie Schnoor

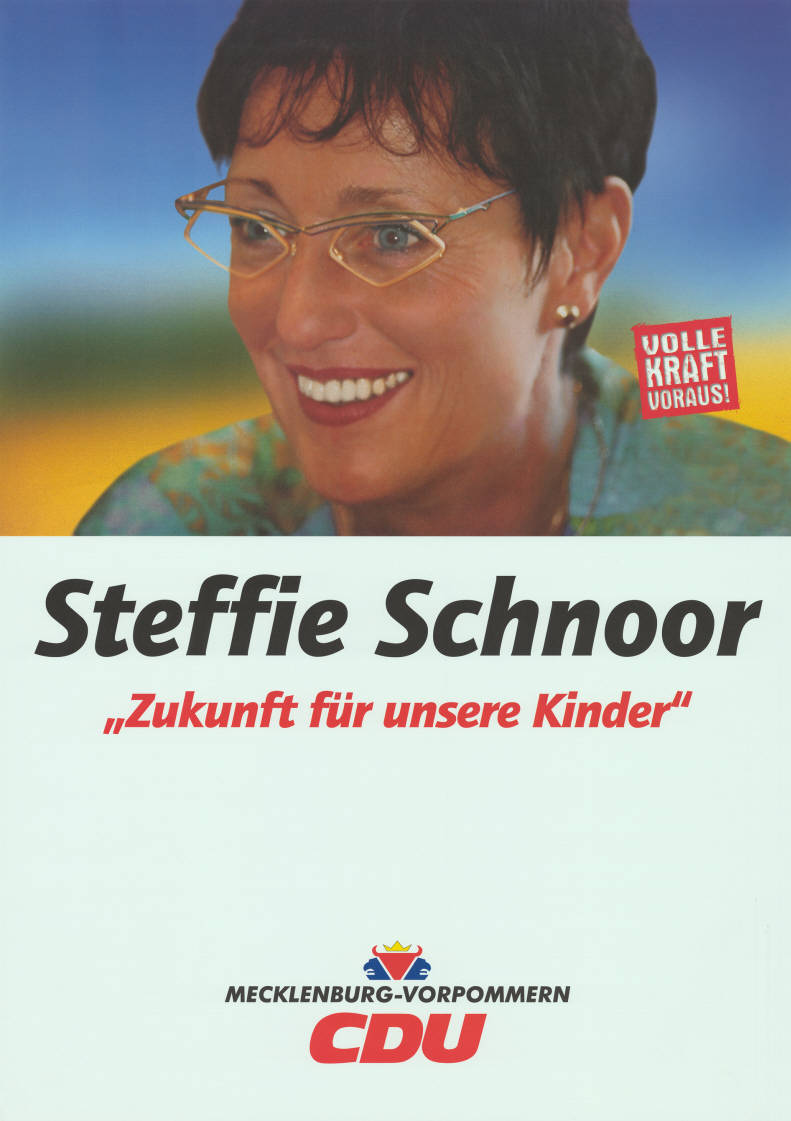
Kandidatenplakat zur Landtagswahl in Mecklenburg-Vorpommern 1998

Steffie Lamers (ehem. Schnoor, geb. Schindler; * 19. August 1948 in Berlin) ist eine deutsche Pädagogin und Politikerin (CDU).

## Leben und Beruf
Nach dem Abitur 1969 studierte Schnoor von 1970 bis 1972 Englisch und Technisches Werken an der Pädagogischen Hochschule Freiburg, trat anschließend in den Schuldienst des Landes Berlin ein und bestand 1974 das zweite Staatsexamen für die Fächer Englisch und Sport. Sie wurde 1979 Rektorin einer Gesamtschule und 1983 stellvertretende Schulleiterin der Heinrich-Mann-Oberschule in Berlin-Neukölln.
Schnoor erhielt 1985 die Schulaufsicht über Grundschulen und die Gesamtschule Berlin-Tiergarten, wurde 1986 zur Schulrätin ernannt und hatte seit 1989 die Schulaufsicht über einige Schulen der Sekundarstufe I, einiger Grundschulen und der Gesamtschule Berlin-Tiergarten inne. Außerdem war sie von 1995 bis 1997 Präsidentin des Deutschen Volleyball-Verbands (DVV). Von 2011 bis 2019 war sie Vizepräsidentin für Bildung im Landessportbund Brandenburg.

## Partei
Schnoor ist seit 1977 Mitglied der CDU. Nachdem Angela Merkel zur Bundesvorsitzenden der CDU gewählt worden war, übernahm sie im Mai 2000 den Landesvorsitz der CDU Mecklenburg-Vorpommern. Im November 2001 wurde sie in dieser Funktion von Eckhardt Rehberg abgelöst.

## Abgeordnete
Schnoor war 1990/91 Mitglied des Berliner Abgeordnetenhauses. Von 1994 bis 2002 war sie Mitglied des Landtags von Mecklenburg-Vorpommern und dort bildungspolitische Sprecherin der CDU-Fraktion.

## Öffentliche Ämter
Schnoor amtierte 1991 als Staatssekretärin für Wissenschaft und Forschung im Berliner Senat und war im selben Jahr Vorsitzende der Amtschefkonferenz der Ständigen Konferenz der Kultusminister. Sie wurde am 31. März 1992 als Kultusministerin in die von Ministerpräsident Berndt Seite geführte Regierung des Landes Mecklenburg-Vorpommern berufen. 1993 war sie zudem als erste Ministerin eines ostdeutschen Bundeslandes Präsidentin der Ständigen Konferenz der Kultusminister. Nach der Bildung einer Koalition aus CDU und SPD schied sie am 9. Dezember 1994 aus der Regierung aus. Von November 1999 bis April 2000 war sie Bildungsministerin für die UNMIK-Administration im Kosovo.

## Auszeichnungen
- 2019: Verdienstorden des Landes Brandenburg[1]
- 2019: Ehrenplakette „Sportadler des Landessportbundes Brandenburg“[2]